# Muhammad Taymur
Muḥammad Taymūr (in arabo ﻣﺤﻤﺪ ﺗﻴﻤﻮﺭ‎?; Il Cairo, 1892 – Il Cairo, 24 febbraio 1921) è stato uno scrittore egiziano.

## Biografia
Letterato egiziano autore di apprezzati e innovativi racconti, lontani dai classici schemi tradizionali,  fu anche un drammaturgo, un poeta e un ascoltato critico letterario. 
Era fratello maggiore di Maḥmūd Taymūr, prolifico autore di opere teatrali, noto anche per il suo impegno politico e culturale, che fu influenzato fortemente dall'esempio del fratello. Loro zia paterna era la letterata ʿĀʾisha al-Taymūr.
Si recò inizialmente a Berlino per studiarvi Medicina ma, dopo soli 4 mesi, si recò a Parigi al fine di seguire colà i corsi universitari di Giurisprudenza, tornando presto in patria per lo scoppio della prima guerra mondiale.
Fece parte dì un gruppo dì scrittori egiziani noti come Jamāʿat al-Madrasa Ḥadītha (“Gruppo della Nuova Scuola"). Influenzato dal realismo Muḥammad Taymūr abbandonò i vecchi schemi che avevano fino ad allora condizionato lo sviluppo della letteratura araba, non solo egiziana, e produsse quindi una serie di racconti caratterizzati da freschezza d'ispirazione, che introdussero a pieno titolo la letteratura egiziana nell'ambito della letteratura in prosa affermatasi in special modo nel mondo europeo e nordamericano.
Il suo esordio come autore teatrale ebbe luogo nel 1918, grazie alla pièce teatrale "L'uccello in gabbia" (in arabo العصفور فى القفص ‎?, al-ʿUṣfūr fī l-qafaṣ). La cifra di Muḥammad Taymūr fu l'uso del dialetto, che Francesco Gabrieli definì, con ammirazione, come "spregiudicato": un ulteriore passo per avvicinare la letteratura al mondo vivo della società egiziana che troverà vari epigoni, tra cui si potrà ricordare Yūsuf Idrīs.
Della sua intensa attività di autore di romanzi e racconti (la sua produzione vanta ben 29 titoli, alcuni dei quali tradotti in inglese, francese, italiano e russo) sarà il fratello più piccolo, Maḥmūd, a dare affettuosa e valida testimonianza, curando una silloge di alcuni suoi racconti, intitolata Ciò che vedono gli occhi (in arabo ما تراه العيون‎?, Mā tarāhu al-ʿuyūn).
La sua vita troppo breve, che tolse all'Egitto uno dei suoi protagonisti della vita culturale letteraria, non ha minimamente offuscato la sua fama, né ha vanificato la spiccata influenza da lui esercitata sulla successive generazioni di romanzieri egiziani, tanto da indurre il governo del Cairo a onorarne il ricordo grazie all'istituzione del Muhammad Taymour Award for Arab Theatrical Creativity (Jāʾiza Muḥammad Taymūr li-l-ibdāʿ al-masraḥī al-ʿarabiyya), in arabo جائزة محمد تيمور للإبداع المسرحي العربي‎?.